# Banco Prusiano
El Banco Prusiano (también llamado: Banco Principal Real Prusiano), (en alemán: Preußische Bank) era el banco central de Prusia desde 1847 hasta 1871 y del Imperio alemán desde 1871 hasta 1875. Comenzó su funcionamiento el 1 de enero de 1847 y es considerado el sucesor legal directo del Royal Main Bank (en alemán: Königliche Hauptbank).

## Historia
El capital del banco consistía en 1,2 millones de Reichstalers aportados por el gobierno prusiano y 10 millones de Reichstalers aportados por accionistas privados. La administración del banco fue nombrada por el gobierno. El primer presidente del banco fue Christian von Rother. Los dividendos fueron compartidos entre los accionistas y la tesorería estatal. El banco emitió boletos bancarios. Al principio se limitaba a 21 millones de táleros, de los cuales debía estar cubierto de oro. El banco prusiano llevó a cabo una serie de operaciones bancarias: contabilidad, casa de empeño, transferencia, comercio de metales preciosos. Ya a mediados del siglo XIX, Prusia estaba cubierta con toda una red de sucursales bancarias.  
En ese momento en Prusia y otros estados alemanes había muchos bancos privados con derecho a emitir billetes bancarios. Todos estos bancos privados compitieron entre sí, conquistando áreas entre sí para distribuir sus billetes de banco e inundando los mercados con una cantidad excesiva de sus valores. La crisis comercial de 1857 desacreditó a las instituciones bancarias privadas. En Prusia, se intensificó un movimiento destinado a fortalecer la posición del Banco Prusiano. Su capital social se incrementó a 15 millones de thalers, y en 1866 a 20 millones de thalers. Al banco se le otorgó el derecho ilimitado de emitir boletos.
El 1 de enero de 1876, el Banco Prusiano dejó de existir y fue reemplazado por el Reichsbank.
- Datos: Q2109176
- Multimedia: Reichsbank (Jägerstraße) / Q2109176